# Мюллер, Йозеф (политик)
Йозеф Мюллер (27 марта 1898 — 12 сентября 1979) — немецкий политик, известный также под прозвищем Оксензепп (Ochsensepp). Был участником германского сопротивления во время Второй мировой войны, а затем одним из основателей Христианского социального союза (ХСС). Являлся ведущей фигурой в католическом сопротивлении Гитлеру.

## Биография
Мюллер в 1923 году окончил Мюнхенский университет, работал адвокатом. Он был связан с католическим духовенством, которое он консультировал по правовым вопросам. 
В 1939 году вступил в контакт с антигитлеровским заговорщиком офицером Абвера Хансом Остером и был направлен в Рим под видом агента Абвера. Там через Папу Римского Пия XII он вступил в контакт с британскими дипломатами, чтобы выяснить  отношение британских властей к планируемому заговорщиками свержению Гитлера. 
В апреле 1943 был арестован в Берлине. Его судил военный трибунал по обвинению в государственной измене, но 3 марта 1944 года он был оправдан. Однако после провала попытки переворота в июле 1944 года Мюллер был отправлен в концлагерь Бухенвальд, откуда его перевели сначала во Флоссенбюрг, а в апреле 1945 года — в Дахау. Он был освобожден американцами 4 мая 1945 в Южном Тироле.
После войны был одним из основателей Христианского социального союза и в 1946—49 годах был его председателем. В 1947—1952 годах был министром юстиции Баварии, был также заместителем главы правительства Баварии.